# Iain Canning
Iain Canning (Bristol, 23 juli 1979) is een Brits filmproducent.
Canning is medeoprichter in 2008 van de filmproductiemaatschappij See-Saw Films met productiepartner Emile Sherman, met kantoren verdeeld op locaties tussen het Verenigd Koninkrijk, Australië en de Verenigde Staten. Hij heeft meerdere malen samengewerkt met de filmregisseurs Anton Corbijn en Steve McQueen. Canning won in 2011 met de film The King's Speech een Oscar voor beste film.

## Filmografie

### Film
| Jaar | Film                            | Opmerkingen |
| ---- | ------------------------------- | --- |
| 2006 | Candy                           | Associërend producent                                                                                          |
| 2007 | Control                         | Uitvoerend producent                                                                                           |
| 2008 | Hunger                          | Uitvoerend producent                                                                                           |
| 2009 | Mary and Max                    | Co-uitvoerend producent                                                                                        |
| 2010 | Wog Boy 2: Kings of Mykonos     | Uitvoerend producent                                                                                           |
| 2010 | The King's Speech               | Oscar voor beste film BAFTA Award Alexander Korda Award Nominatie: Golden Globe Nominatie: European Film Award |
| 2010 | Oranges and Sunshine            | Nominatie: AACTA Award Nominatie: AFI Member's Choice Award                                                    |
| 2011 | Shame                           | Nominatie: BAFTA Award Nominatie: European Film Award                                                          |
| 2012 | Dead Europe                     | Nominatie: AACTA Award                                                                                         |
| 2013 | Tracks                          | Nominatie: AACTA Award                                                                                         |
| 2015 | Slow West                       | |
| 2015 | Mr. Holmes                      | |
| 2015 | Life                            | |
| 2015 | Macbeth                         | |
| 2016 | Lion                            | AACTA Award Nominatie: Oscar voor beste film Nominatie: Golden Globe                                           |
| 2017 | How to Talk to Girls at Parties | |
| 2018 | Mary Magdalene                  | |
| 2018 | Widows                          | |
| 2019 | The Day Shall Come              | |
| 2020 | Ammonite                        | |
| 2021 | The Power of the Dog            | BAFTA Award Golden Globe Nominatie: Oscar voor beste film                                                      |
| 2021 | Operation Mincemeat             | |
| 2022 | The Stranger                    | Nominatie: AACTA Award                                                                                         |
| 2022 | The Son                         | |
| 2023 | The Royal Hotel                 | |
| 2023 | One Life                        | |
| 2023 | Foe                             | |

### Televisie
| Jaar       | Televisieserie            | Opmerkingen                                               |
| ---------- | ------------------------- | --------------------------------------------------------- |
| 2013-2017  | Top of the Lake           | Uitvoerend producent AACTA Award 2x Nominatie: Emmy Award |
| 2015       | Banished                  | Uitvoerend producent Nominatie: AACTA Award               |
| 2016       | Codes of Conduct          | Uitvoerend producent                                      |
| 2016       | Love, Nina                | Uitvoerend producent                                      |
| 2018       | The New Legends of Monkey | Uitvoerend producent                                      |
| 2019-2022  | State of the Union        | Uitvoerend producent Nominatie: Emmy Award                |
| 2020       | The End                   | Uitvoerend producent Nominatie: AACTA Award               |
| 2021       | The North Water           | Uitvoerend producent                                      |
| 2021       | Firebite                  | Uitvoerend producent                                      |
| 2022       | Slow Horses               | Uitvoerend producent                                      |
| 2022-heden | Heartstopper              | Uitvoerend producent                                      |